# Xavier Le Floch
Xavier Le Floch (* 11. April 1973 in Gourin) ist ein ehemaliger französischer Triathlet und Ironman-Sieger (2007). Er wird in der Bestenliste französischer Triathleten auf der Ironman-Distanz geführt.

## Werdegang
1999 startete Le Floch beim Triathlon International de Nice erstmals auf der Langdistanz und wurde Vierter.
Im Februar 2007 gewann er den Ironman Malaysia und wurde im Juli Vizeweltmeister auf der Triathlon-Langdistanz.

### Sieger Embrunman 2008
2008 konnte er mit dem Embrunman in den französischen Alpen eines der weltweit schwierigsten Rennen auf der Triathlon-Langdistanz gewinnen.
Le Floch konnte sich viermal für einen Startplatz beim Ironman Hawaii (Ironman World Championships) qualifizieren und erreichte seine beste Platzierung im Oktober 2003 als schnellster Franzose mit dem 14. Rang.
2010 beendete er seine Aktivitäten als Profi-Triathlet und ist seitdem als Coach und Veranstalter tätig.
Xavier Le Floch lebt in seinem Geburtsort Gourin.

## Sportliche Erfolge
| Datum/Jahr    | Rang | Wettbewerb      | Austragungsort | Zeit     | Bemerkung                    |
| ------------- | ---- | --------------- | -------------- | -------- | ---------------------------- |
| 22. Aug. 2004 | 1    | Half Ironman UK | Sherborne      | 03:57:56 | Sieger auf der Mitteldistanz |

| Datum/Jahr    | Rang | Wettbewerb                                         | Austragungsort | Zeit     | Bemerkung |
| ------------- | ---- | -------------------------------------------------- | -------------- | -------- | --- |
| 4. Sep. 2009  | 9    | Challenge Barcelona-Maresme                        | Barcelona      | 08:35:12 | |
| 6. Sep. 2008  | 3    | ETU Long Distance Triathlon European Championships | Gérardmer      | 06:23:33 | [ 2 ] |
| 15. Aug. 2008 | 1    | Embrunman                                          | Embrun         | 10:06:36 | Dieser Triathlon über die Langdistanz wurde 2008 das 25ste Mal in den französischen „Alpes Maritimes“ ausgetragen.            |
| 22. Juni 2008 | 10   | Ironman France                                     | Nizza          | 09:12:49 | |
| 13. Okt. 2007 | DNF  | Ironman Hawaii                                     | Hawaii         | –        | |
| 15. Juli 2007 | 2    | ITU Long Distance Triathlon World Championships    | Lorient        | 03:36:19 | Vizeweltmeister auf der Langdistanz                                                                                           |
| 28. Feb. 2007 | 1    | Ironman Malaysia                                   | Langkawi       | 08:43:52 | |
| 2006          | 5    | Embrunman                                          | Embrun         |          | |
| 20. März 2005 | 3    | Ironman South Africa                               | Port Elizabeth | 08:37:38 | |
| 15. Okt. 2005 | 17   | Ironman Hawaii                                     | Hawaii         | 08:39:16 | |
| 7. Aug. 2005  | 3    | ITU Long Distance Triathlon World Championships    | Fredericia     | 05:41:53 | ITU-Weltmeisterschaft auf der Langdistanz                                                                                     |
| 3. Juli 2004  | 4    | ITU Long Distance Triathlon World Championships    | Säter          | 05:51:35 | |
| 18. Okt. 2003 | 14   | Ironman Hawaii                                     | Hawaii         | 08:41:18 | als schnellster Franzose |
| 11. Mai 2003  | 3    | ITU Long Distance Triathlon World Championships    | Ibiza          | 05:58:59 | Weltmeisterschaft auf der Langdistanz der ITU (doppelte olympische Distanz: 3 km Schwimmen, 80 km Radfahren und 20 km Laufen) |
| 19. Okt. 2002 | 14   | Ironman Hawaii                                     | Hawaii         | 08:54:27 | |
| 22. Sep. 2002 | 13   | ITU Long Distance Triathlon World Championships    | Nizza          | 06:34:30 | Die Triathlon-Weltmeisterschaft auf der Langdistanz wurde 2002 im Rahmen des Triathlon International de Nice ausgetragen.     |
| 2. März 2002  | 6    | Ironman New Zealand                                | Taupō          |          | |
| 5. Aug. 2001  | 9    | ITU Long Distance Triathlon World Championships    | Fredericia     | 08:36:33 | [ 5 ] |
| 11. Juli 1999 | 16   | ITU Long Distance Triathlon World Championships    | Säter          | 05:59:09 | Triathlon-Weltmeisterschaft auf der Langdistanz                                                                               |
| 26. Sep. 1999 | 4    | Triathlon International de Nice                    | Nizza          |          | |

(DNF – Did Not Finish)